# Andrea Locatelli (Maler)

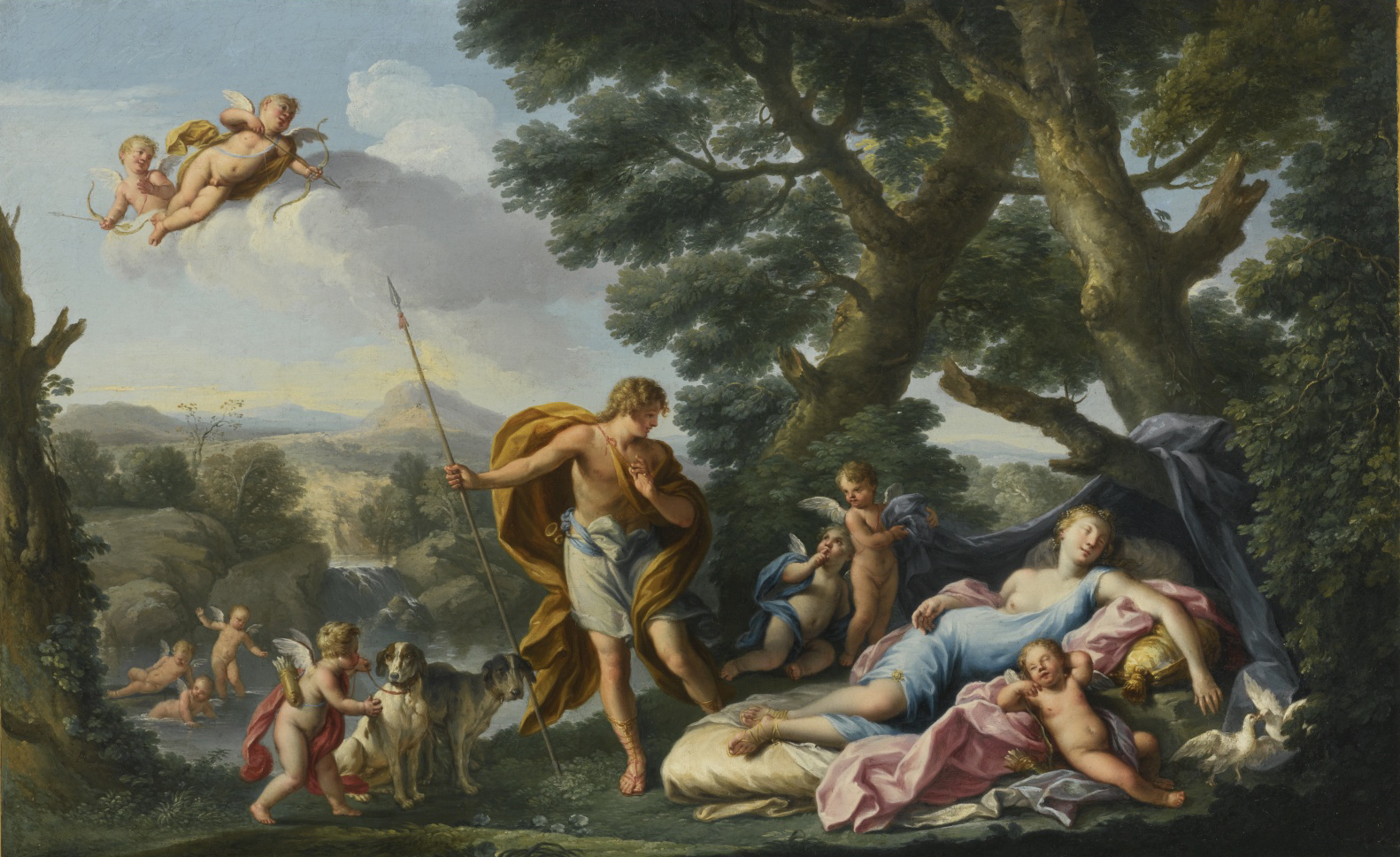
Venus und Adonis

Andrea Locatelli, auch Lucatelli, (* 19. Dezember 1695 in Rom; † 19. Februar 1741 ebenda) war ein italienischer Landschaftsmaler des Barock.

## Leben
Locatelli war der Sohn des Malers Giovanni Francesco Locatelli (1660–1741). Er studierte bei Monsù Alto (einem Maler von Küstenlandschaften), nach dessen Tod bei Bernardino Fergioni (1674–um 1738) und Biagio Puccini. Bei letzterem studierte er vor allem das Malen des menschlichen Körpers. Seine Landschaftsbilder mit mythologischen und antiken Motiven erinnern an Claude Lorrain, aber auch an Jan Frans van Bloemen (Orrizonte) und Salvator Rosa. 1715 war er an der Ausmalung des Palazzo Ruspoli in Rom beteiligt (mit maritimen Szenen, wobei er nur die Figuren malte und schon hoch bezahlt wurde) und für Victor-Amadeus II. von Savoyen malte er 1723 bis 1725 zwei Bilder für dessen Schloss Rivoli in Turin (im Auftrag von Filippo Juvara). 1735 malte er zwei Sopraporte für König Philipp V. (Spanien) in La Granja (auch durch Juvara vermittelt) und 1738 Bilder für zwei Türen im Palazzo Corsini. Eines seiner Fresken ist auch in der Villa Falconieri erhalten.
Er beeinflusste den Marinemaler Claude-Joseph Vernet.